# Kenichi Mori
Kenichi Mori (森 賢一 Mori Kenichi?, nacido el 23 de octubre de 1984 en Gunma) es un exfutbolista japonés. Jugaba de centrocampista y su único club fue el Mito HollyHock de Japón.

## Trayectoria

### Clubes
| Club           | País  | Año         |
| -------------- | ----- | ----------- |
| Mito HollyHock | Japón | 2007 - 2010 |